# Orchard Dump katonai temető
Az Orchard Dump katonai temető (Orchard Dump Cemetery) egy első világháborús sírkert a franciaországi Arleux-en-Gohelle-nál. A temető területét a francia 72. Gyalogosezred egyik századosának özvegye ajánlotta fel, akinek férje a közelben esett el.

## Története
A területet 1917 áprilisában kezdték temetésre használni a nemzetközösségi erők az első arrasi csata folyamán. A fegyverszünet után a temetőt jelentősen kibővítették, számos más csatatérről szállítottak át oda holttesteket. A második világháborúban húsz szövetséges katona tetemét hantolták el a sírkertben.
Több mint háromezer első világháborús katona földi maradványai nyugszanak a temetőben. Négyötödük személye ismeretlen. A 9402 négyzetméteren 2696 brit, 326 kanadai egy dél-afrikai hősi halott nyugszik.